# Naturschutzgebiet Wulsenberg

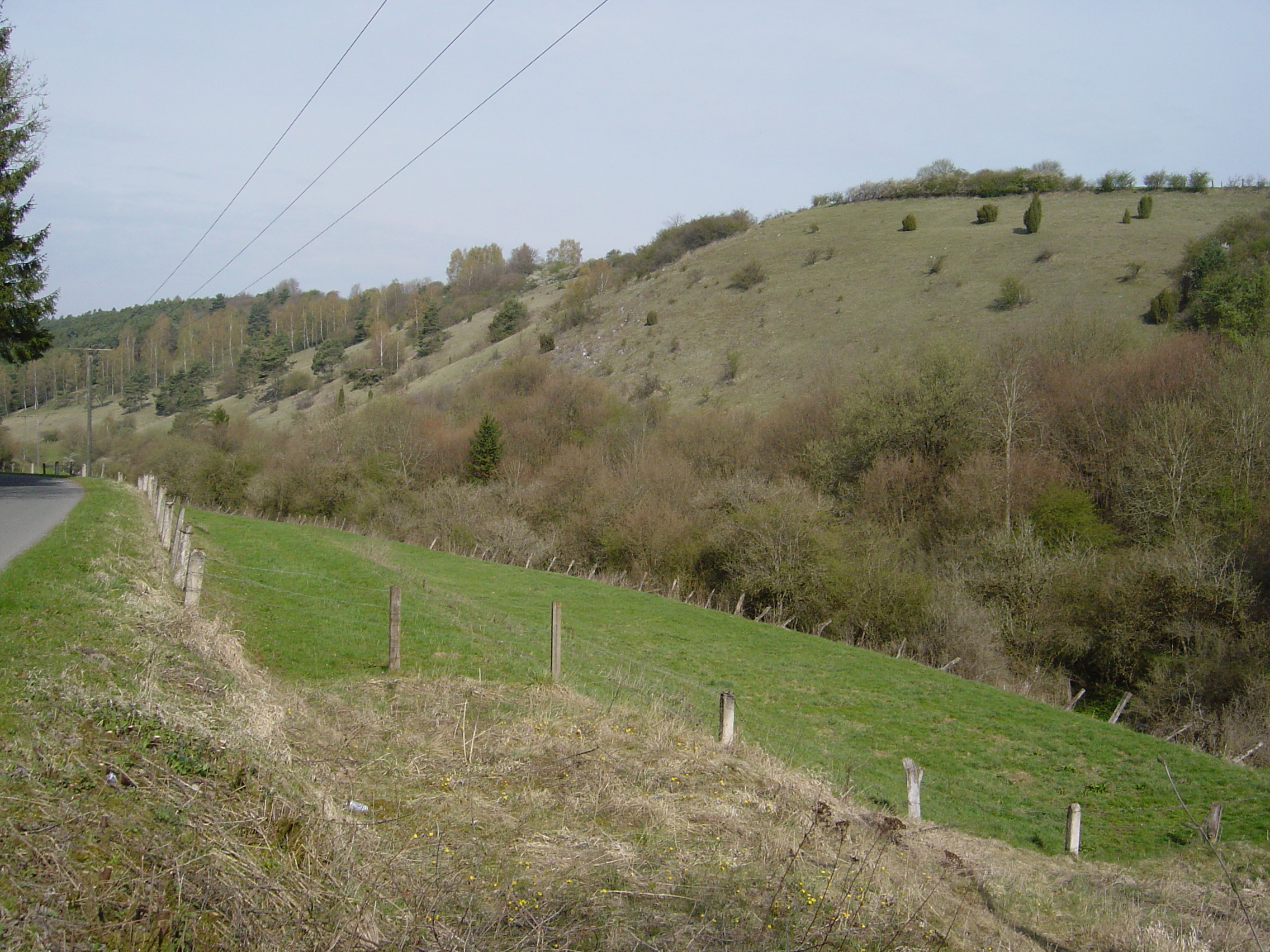
Ostbereich westlich des Steinbruchs

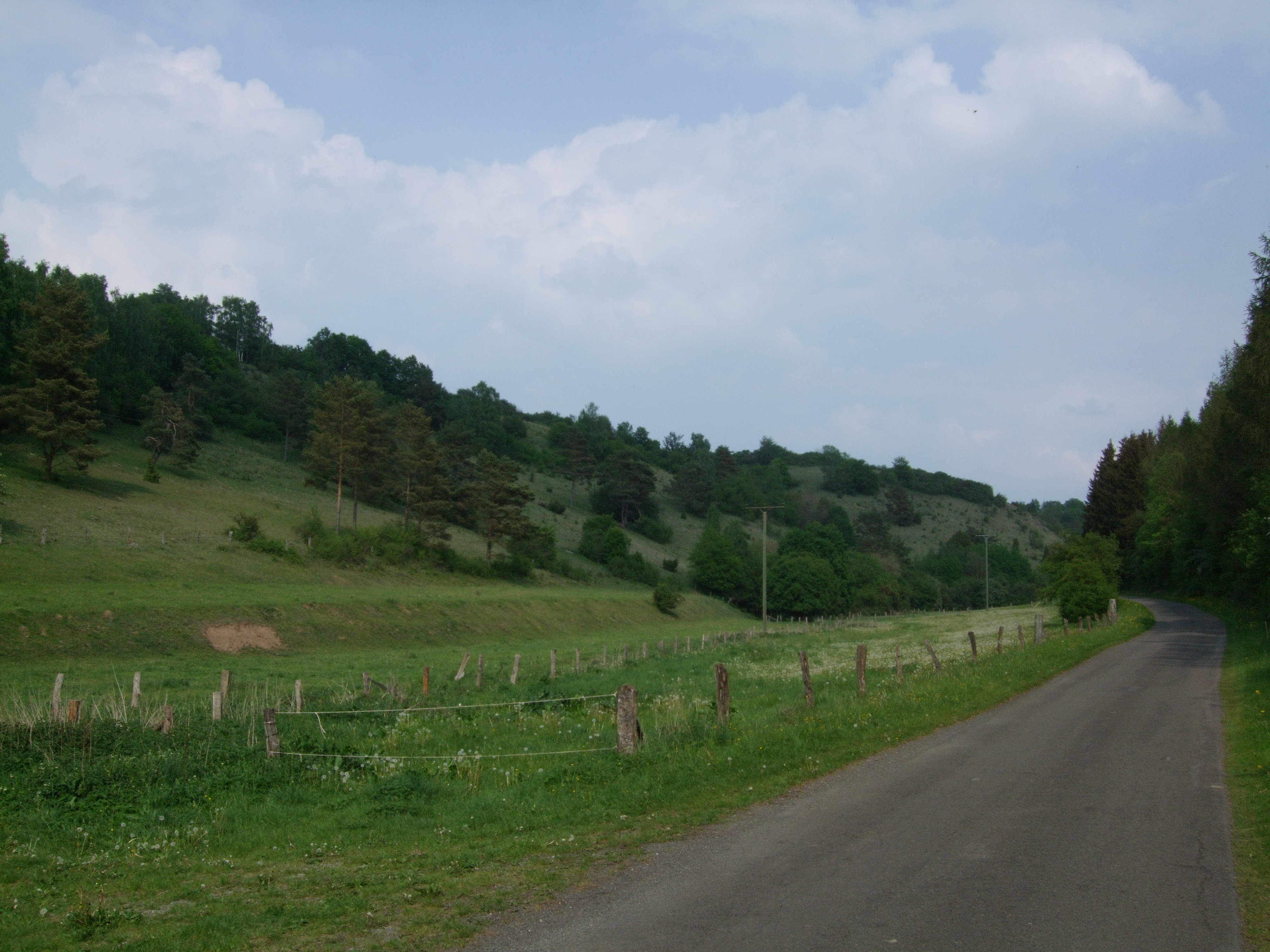
Landschaftsschutzgebiet Frohental im Vordergrund und östliches Ende des NSG Wulsenberg

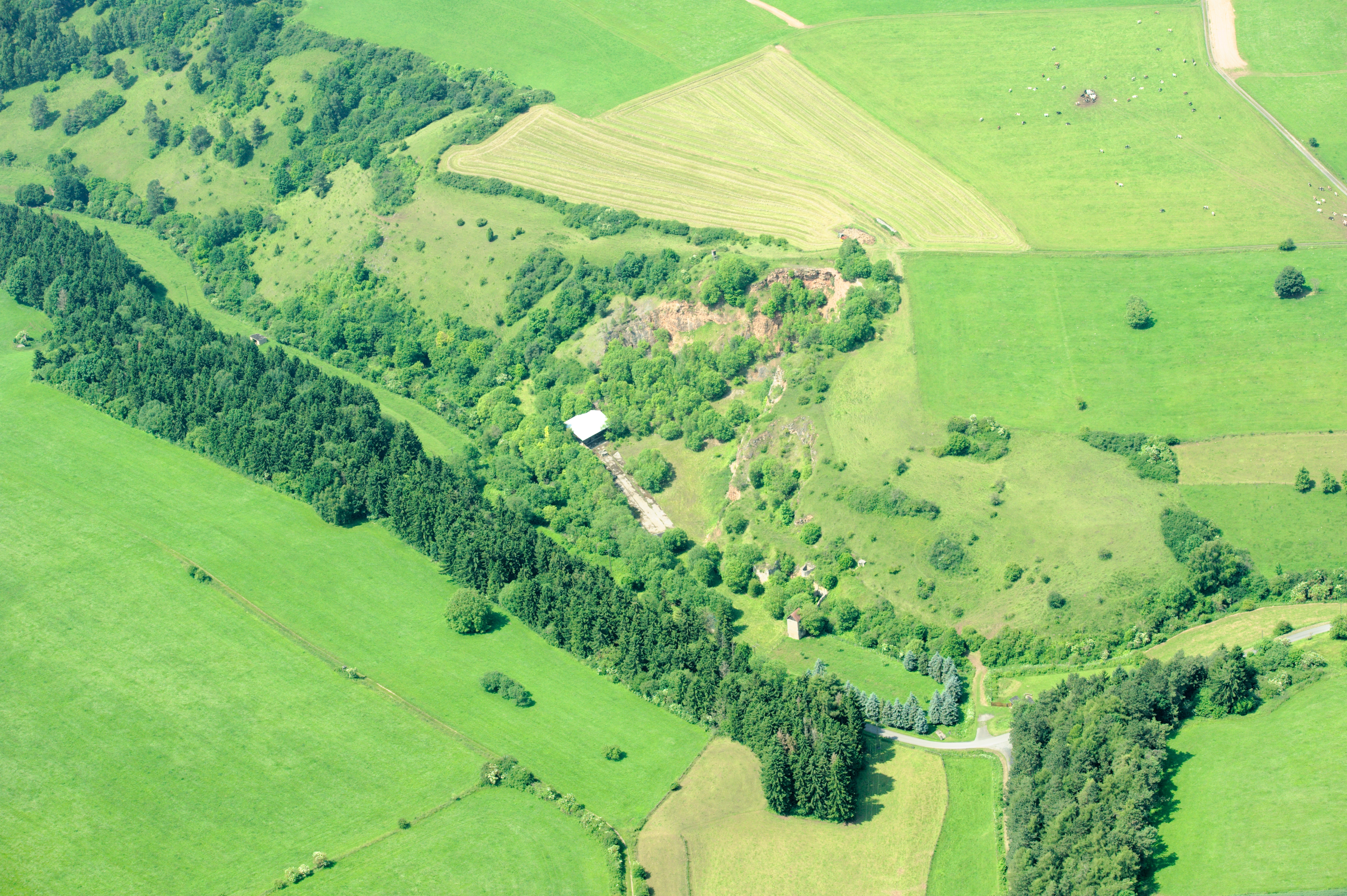
Der östliche Teil des Naturschutzgebietes Wulsenberg westlich von Erlinghausen

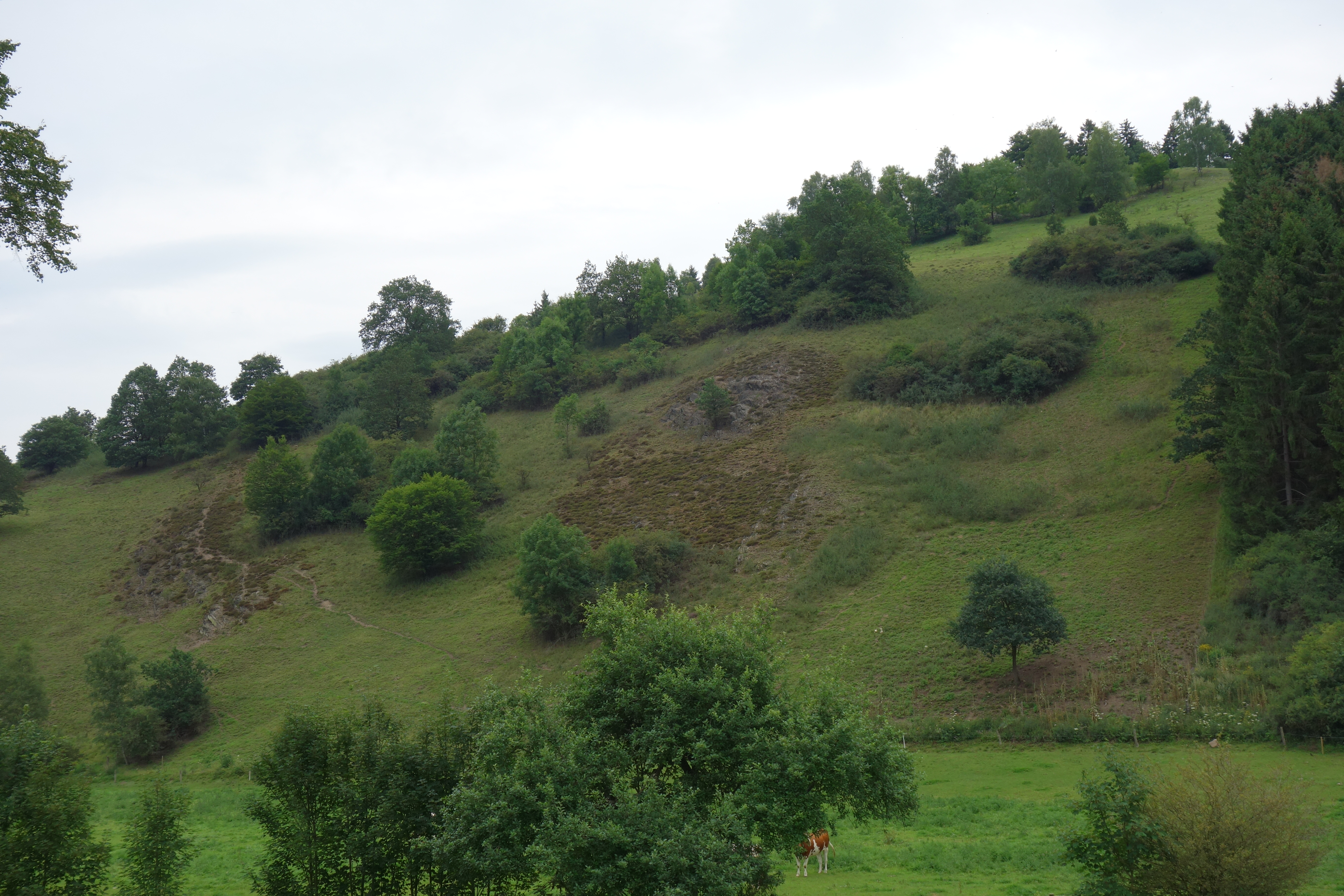
Westliche Bereich

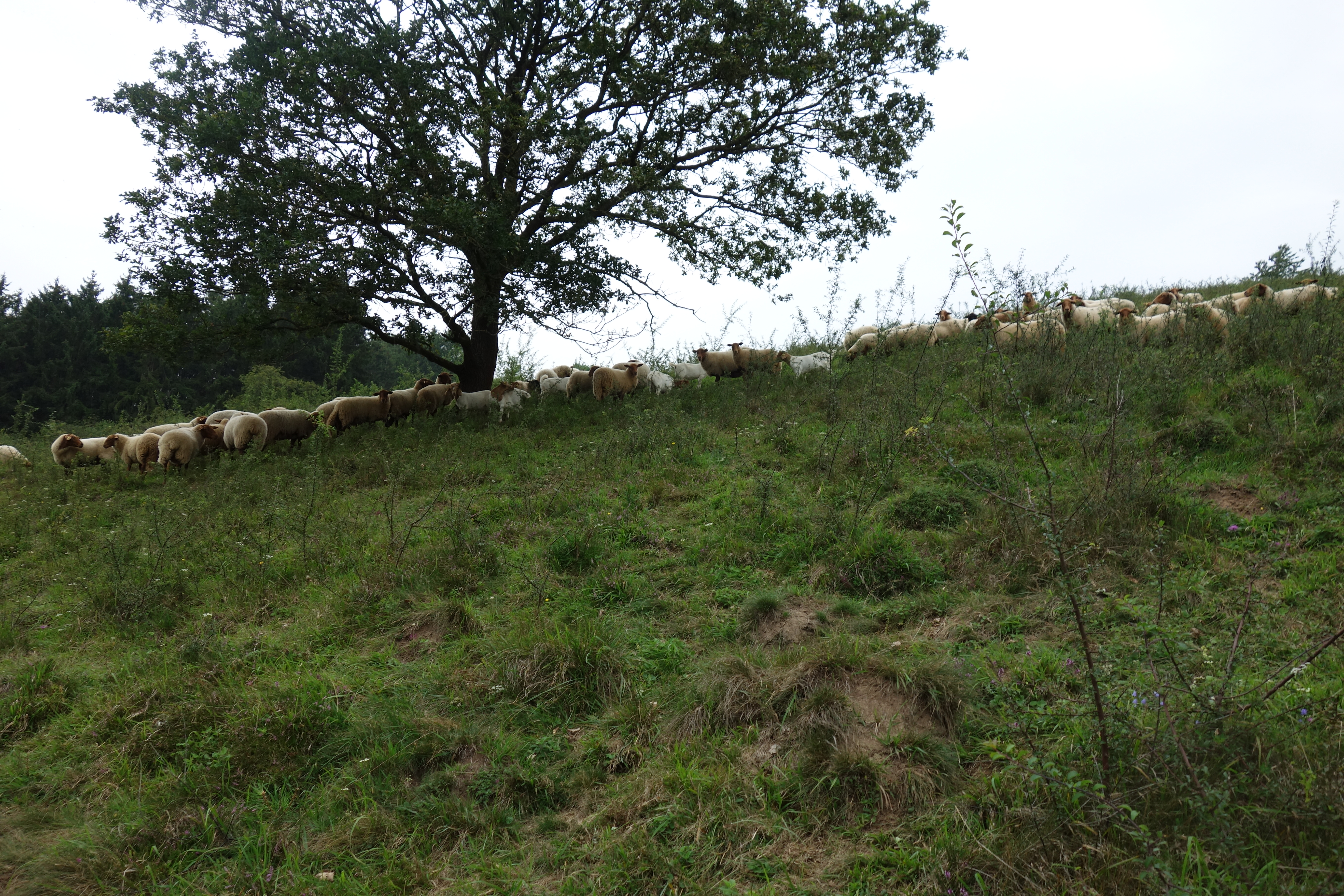
Schafherde

Das Naturschutzgebiet Wulsenberg liegt nahe Marsberg im Hochsauerlandkreis. Es besteht seit 1985 und ist 38,2 ha groß. Etwa die Hälfte seiner Fläche sind Halbtrockenrasen. Der Untergrund des Naturschutzgebiets (NSG) reicht von porösem Zechsteinkalk bis zu Kieselschiefern aus dem Unterkarbon. Benannt ist es nach dem Wulsenberg, auf dessen Südhang es liegt. Das Landschaftsschutzgebiet Frohental grenzt südlich an. Das Landschaftsschutzgebiet Rotes Land grenzt im Nordwesten und das Landschaftsschutzgebiet Freiflächen um Erlinghausen / Auf der Sandkuhle im Nordosten an. Das NSG gehört seit 2023 als Teilfläche zum Vogelschutzgebiet Diemel- und Hoppecketal mit angrenzenden Wäldern.

## Geographische Lage
Das Naturschutzgebiet erstreckt sich rund 2 km südöstlich der Marsberger Kernstadt entlang des Frohntalbachs talaufwärts bis kurz vor das südöstliche Marsberger Dorf Erlinghausen; der Frohntalbach ist ein östlicher Zufluss der in die nahe Diemel mündenden Glinde. Es umfasst den Südhang des Wulsenbergs und liegt zwischen etwa 280 und 360 m ü. NN.

## Beschreibung
Vor der Besiedlung durch den Menschen war das Naturschutzgebiet, bis auf einige Felsbereiche, von einem Rotbuchenwald bedeckt. Nach dem Fällen der Bäume wurden die Flächen von Schäfern in Hütebeweidung mit Ziegen und Schafen beweidet. Auf den südexponierten Hängen entstanden mit der Zeit Magerrasen, auch Halbtrockenrasen genannt. Die Hütebeweidung am Wulsenberg lässt sich erstmals für das Jahr 1668 urkundlich nachweisen, begann aber bereits Jahrhunderte früher. Im Bereich des Diemeltals lassen sich Schafhutungen bereits seit mindestens 1000 Jahren nachweisen. Bis auf Teile des Gebietes am westlichen und östlichen Ende des Wulsenbergs handelte es sich um eine sogenannte Allmende, welche gemeinschaftlich zur Beweidung genutzt wurde. Deshalb befindet sich noch heute der Allmende-Bereich im Besitz der Stadt Marsberg. Noch 1898 gab es auf dem Messtischblatt Marsberg noch rund 200 ha Magerrasen. Zu Anfang des 20. Jahrhunderts sind davon noch knapp 30 ha verblieben. Im Bereich des ganzen Diemeltals sind noch etwa 750 ha Magerrasen verblieben. Im Stadtgebiet Marsberg wie ganzen Bereich des Diemeltal und dessen Nebentälern gingen die meisten Magerrasenflächen durch Brachfallen und Aufforstungen verloren.
Am Wulsenberg entstand durch die Unterdrückung der Sukzession durch die Ziegen und Schafe als Halbkulturformation ein Halbtrockenrasen mit vielen charakteristischen Pflanzen- und Tierarten. Dabei war die Beweidung so intensiv, dass auf der Fläche des heutigen NSG bis auf zwei Aufforstungsbereiche im mittleren Teil des NSG, noch Anfang der 1950er Jahre, fast keine Büsche und Bäume vorhanden waren, wie alte Fotos zeigen. Als die Beweidung ab den 1950er Jahren immer extensiver bzw. teilweise ganz eingestellt wurde, begann eine Gehölzsukzession. Ab Anfang der 1980er Jahre gab es Bemühungen des Vereins für Natur- und Vogelschutz im Hochsauerlandkreis (VNV) dieses Gebiet als NSG auszuweisen, da man die landesweite Bedeutung dieses Gebietes nachgewiesen hatte.
Auf skelettreichen Böden über Kalkstein und Dolomit sind außerordentlich artenreiche, bunte Magerrasen am Wulsenberg entstanden, die vor allem an westlich exponierten Hangpartien in üppige Blaugrasrasen übergehen. Im westlichen Teil des NSG sind auf basenarmen Gesteinen des Karbon bodensaure Magerrasen und Zwergstrauchheiden vorhanden. Die Gesteinsunterschiede und wechselnde Beweidungsintensität bei der Beweidung bedingen ein besonders vielseitiges Mosaik unterschiedlich strukturierter Magerrasen-Typen. Verschiedene Gehölzbestände wie Dorngebüsche und Baumgruppen einerseits und Felsen der unterschiedlichen Gesteine bereichern noch zusätzlich das Gebiet.
Das NSG Wulsenberg ist neben dem blumenbunten, orchideenreichen Halbtrockenrasen bzw. den Zwergstrauchbeständen auch wegen seiner artenreichen Schmetterlingsfauna bekannt. Die Schmetterlingsfauna des NSG hat über 40 Arten von Tagfaltern, Widderchen und Dickkopffaltern. Im NSG wurden über 200 Pflanzenarten, davon 31 Arten der Roten-Liste, nachgewiesen. Neben seinem Blütenreichtum im Mai bis Juli, beeindruckt das NSG an warmen, sonnigen Tagen durch seine Insektenvielfalt. Durch Fragmentierung und Brachfallen von Magerrasen im Bereich des Diemeltals kam es auch am Wulsenberg bereits zu Rückgängen bzw. zum Verschwinden von Insektenarten.

## Naturschutz

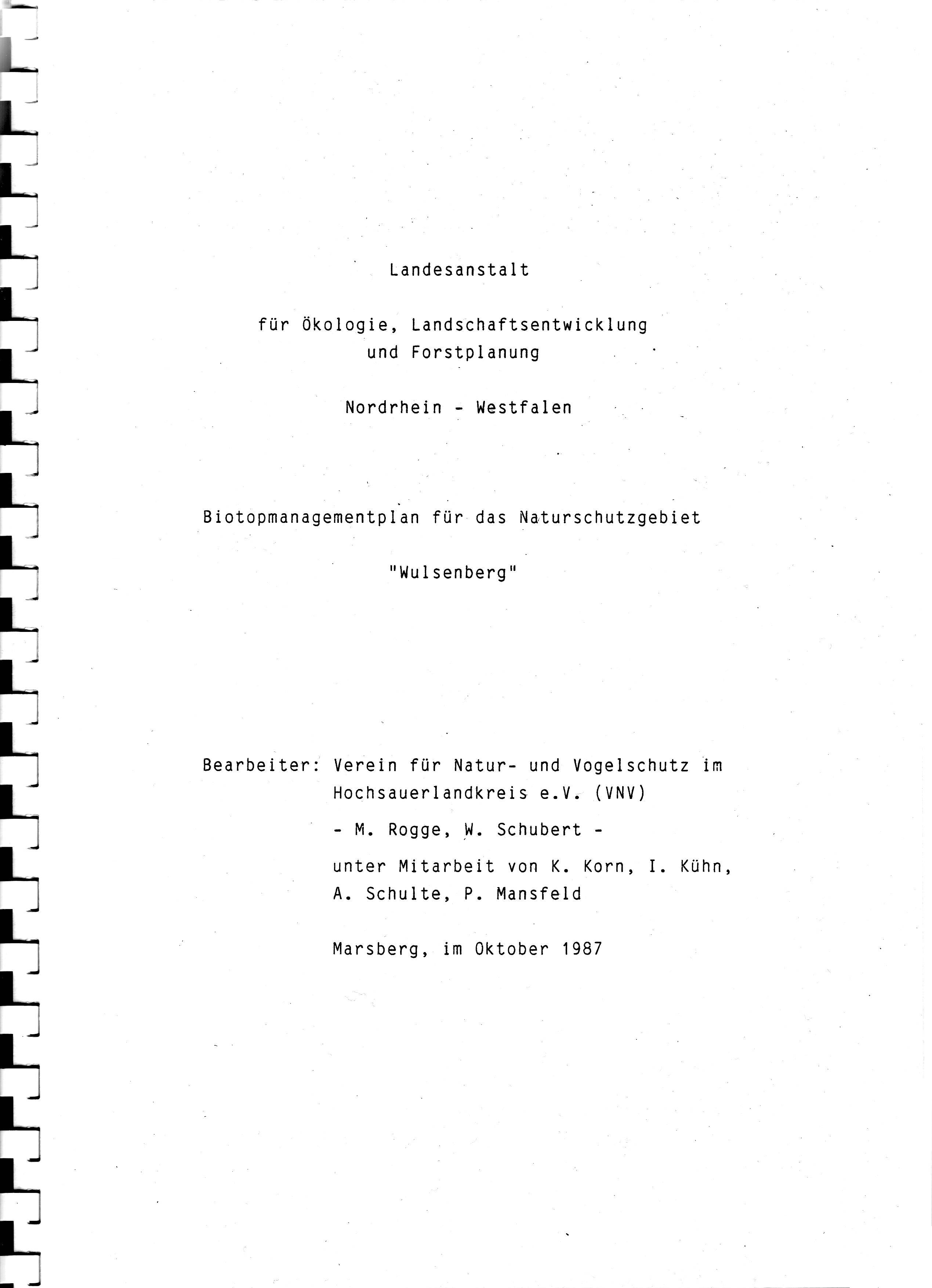
Biotopmanagementplan NSG Wulsenberg

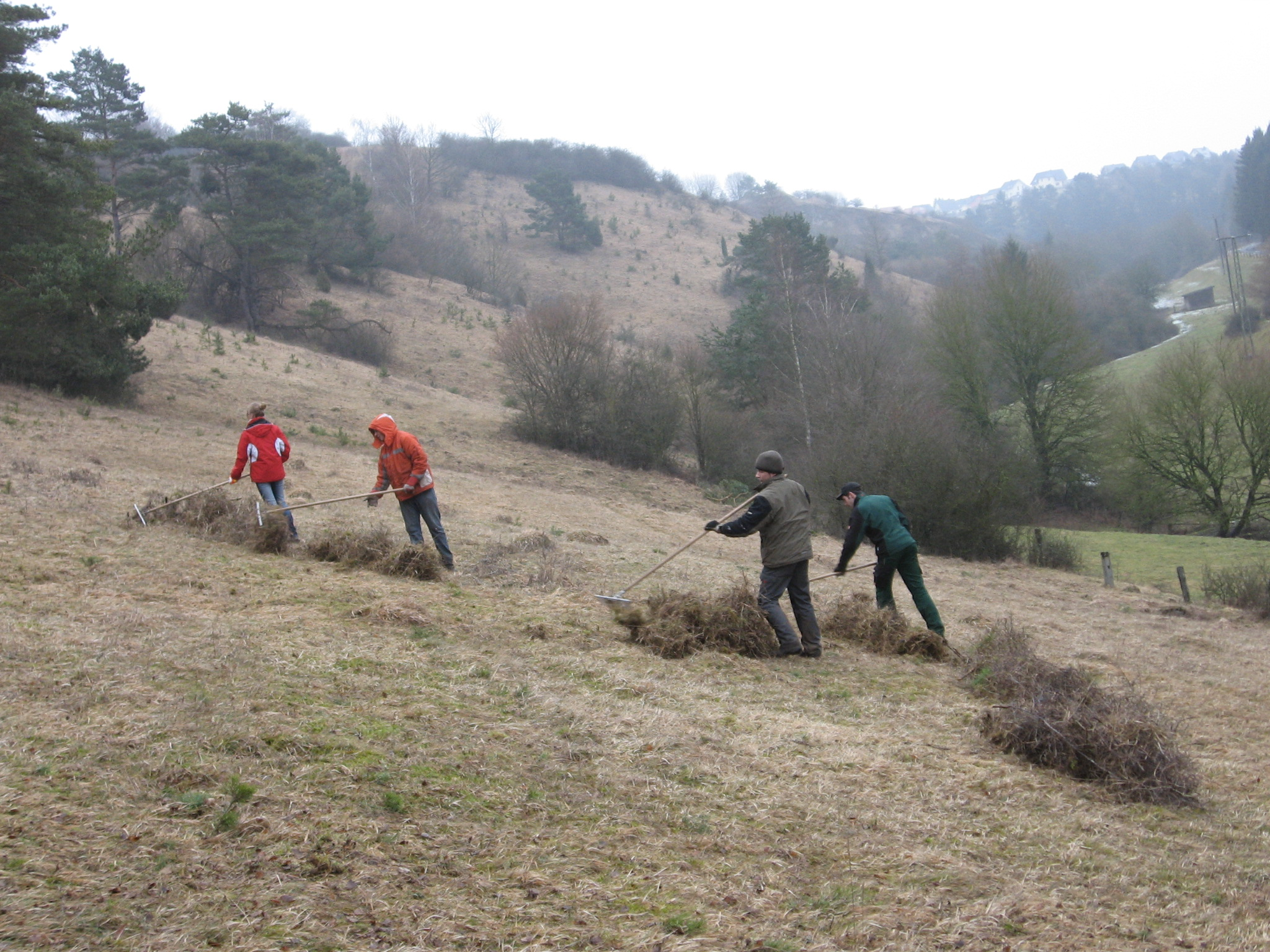
Pflegearbeiten, hier abharken von Mähgut, im östlichen Teil des NSG Wulsenberg

Das Naturschutzgebiet wurde erstmals am 1. März 1985 vom RP Arnsberg mit einer Größe von 23,2 ha als NSG ausgewiesen. Am 20. Mai 2008 wurde dieses NSG im Landschaftsplan Marsberg durch den Hochsauerlandkreis auf 38,2 ha vergrößert.
Das NSG zählt zu den bedeutsamsten Kalkmagerrasenflächen in NRW. Besondere Bedeutung erhält es durch seinen noch relativ guten Entwicklungszustand der Magerrasen durch die außergewöhnliche Kontinuität der historischen Beweidung. Einzigartig ist die Ausprägung großflächiger Blaugrasrasen (Sesleria-Weiderasen-Gesellschaft) und die Ausbildung von Triftenkomplexen mit sowohl kalkreichen als auch bodensauren Triftrasen mit einer Fülle unterschiedlicher Vegetationstypen.
Das NSG stellt eine von zwei Teilflächen im Fauna-Flora-Habitat (FFH) „FFH Wulsenberg, Hasental und Kregenberg“ (Natura 2000-Nr. DE-4519-303) im Europäischen Schutzgebietssystem nach Natura 2000 dar. Das östliche Ende des Naturschutzgebiets Wulsenberg wurde dabei nicht in das FFH-Gebiet mitaufgenommen.
Die zweite Teilfläche des „FFH-Gebietes Wulsenberg, Hasental und Kregenberg“ ist das Naturschutzgebiet Hasental / Kregenberg mit 62,8 ha, welches südlich des NSG Wulsenberg liegt und nur durch das Frohntal von diesem getrennt ist.
Im NSG Wulsenberg befinden sich die folgenden Lebensräume von gemeinschaftlichem Interesse nach FFH-Richtlinie: Trockene Heidegebiete, Lückige Kalk-Pionierrasen, Trespen-Schwingel-Kalktrockenrasen, Kalkhaltige Schutthalden des Hügel- und Berglandes, Kalkfelsen mit Felsspaltenvegetation, Silikatfelsen mit Felsspaltenvegetation, Silikatfelsen mit ihrer Pioniervegetation.
Aufgrund einer Diplomarbeit aus dem Jahr 1986, einem Biotopmanagementplan aus dem Jahr 1987 und einer Untersuchung der Schmetterlingsfauna in den Jahren 1998 und 1999 ist das Arteninventar des NSG gut untersucht. Der Biotopmanagementplan wurde vom VNV im Auftrag der „Landesanstalt für Ökologie, Landschaftsentwicklung und Forstplanung Nordrhein-Westfalen“ erstellt.
Zwei Privatflächen, eine am westlichen Ende des NSG und das Gebiet um den ehemaligen Steinbruch, wurden vom VNV mit Unterstützung der NRW-Stiftung angekauft. Nur noch das östliche Ende des NSG befindet sich noch in Privatbesitz.
Im mittleren Bereich des NSG wurden Ende der 1980er Jahre einige Bereiche von Gehölzen, insbesondere von Schwarzdorn, durch eine Privatfirma im Auftrag der „Unteren Landschaftsbehörde“ des HSK geräumt. Der VNV führt seit den 1980er Jahren jährlich Pflegearbeiten im NSG durch. Dabei werden größere Bereiche mit dem Freischneider und Einachsmäher gemäht. Das Mähgut wird zusammen geharkt und verbrannt. Die Arbeiten werden bei samstäglichen Arbeitseinsätzen der Vereinsmitglieder und vom Pflegetrupp des VNV durchgeführt. Für die Pflegearbeiten gibt es Gelder aus dem Kulturlandschaftspflegeprogramm (KLP) des Hochsauerlandkreises. Andere Bereiche werden von der Schäferfamilie Keute aus Erlinghausen mit Schafen in Koppelhaltung gepflegt. In einigen Jahren, z. B. 2009 und 2010 gab es im mittleren Bereich auch eine Ziegenkoppelbeweidung.
Um die Magerrasen zu vergrößern, ist die Umwandlung der Nadelholzbestände im mittleren Bereich des NSG und die Entbuschung von weiteren Flächen geplant. Ein Beweidungsprojekt mit Ziegen wurde gestartet. 2024 wurden dauerhafte Beton-Fundamente an einem Zigenunterstand durch ein VNV-Mitglied und den Landschaftspflegetrupp der Biologischen Station Hochsauerlandkreis geschaffen.

## Artenbestand

### Ausgewählte Pflanzenarten des NSG Wulsenberg

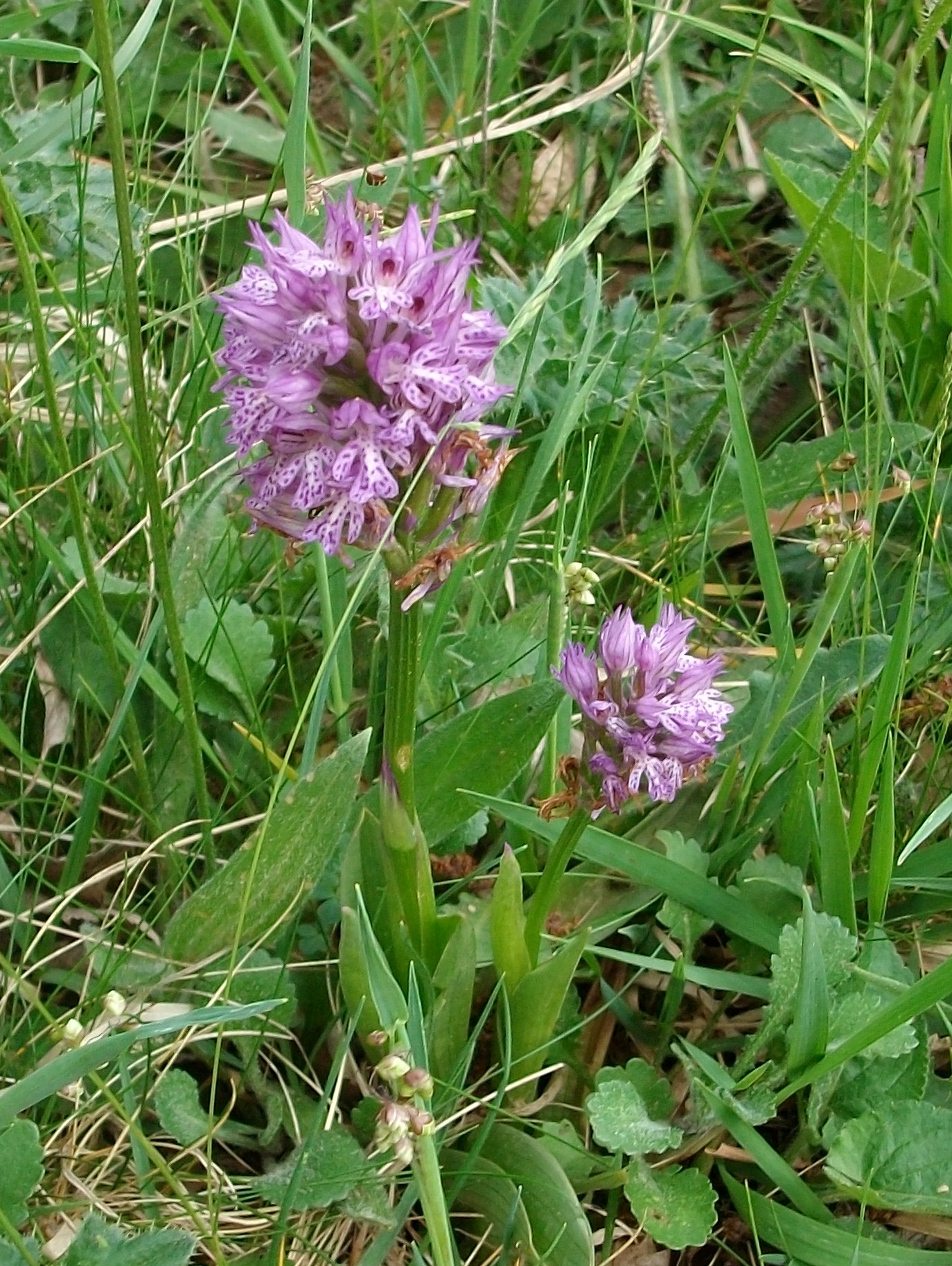
Dreizähniges Knabenkraut

- Anthyllis vulneraria (Echter Wundklee)
- Arabis hirsuta (Rauhaarige Gänsekresse)
- Brachypodium pinnatum (Fieder-Zwenke)
- Carex caryophyllea (Frühlings-Segge)
- Carlina vulgaris (subsp. vulgaris) (Golddistel)
- Centaurea scabiosa (Skabiosen-Flockenblume)
- Koeleria pyramidata (subsp. pyramidata) (Großes Schillergras)
- Leontodon hispidus (Rauher Löwenzahn)
- Ophrys apifera (Bienen-Ragwurz)
- Ophrys insectifera (Fliegen-Ragwurz)
- Orchis mascula (Stattliches Knabenkraut)
- Platanthera chlorantha (Grünliche Waldhyazinthe)
- Polygala comosa (Schopfiges Kreuzblümchen)
- Primula veris (subsp. veris) (Wiesen-Schlüsselblume)
- Sanguisorba minor (Kleiner Wiesenknopf)
- Scabiosa columbaria (Tauben-Skabiose)
- Bromus erectus (subsp. erectus) (Aufrechte Trespe)
- Hippocrepis comosa (Hufeisenklee)
- Epipactis atrorubens (Braunrote Stendelwurz)
- Listera ovata (Großes Zweiblatt)
- Orchis tridentata (Dreizähniges Knabenkraut)
- Herminium monorchis (Honigorchis)
- Gymnadenia conopsea (Große Händelwurz)
- Spiranthes spiralis (Herbst-Schraubenstendel)
- Viola hirta (Rauhaar-Veilchen)
- Potentilla neumanniana (Frühlings-Fingerkraut)
- Trifolium medium (Mittlerer Klee)
- Silene nutans (subsp. nutans) (Nickendes Leimkraut)
- Euphorbia esula (subsp. esula) (Esels-Wolfsmilch)
- Inula conyzae (Dürrwurz)
- Polygala amarella (Sumpf-Kreuzblümchen)
- Carex montana (Berg-Segge)
- Briza media (subsp. media) (Gemeines Zittergras)
- Prunella grandiflora (subsp. grandiflora) (Großblütige Braunelle)
- Acinos arvensis (Steinquendel)
- Anthyllis vulneraria (Gemeiner Wundklee)
- Trifolium aureum (Gold-Klee)
- Daucus carota (subsp. carota) (Wilde Möhre)
- Gentianopsis ciliata (subsp. ciliata) (Gewöhnlicher Fransenenzian)
- Gentianella germanica (Deutscher Enzian)
- Vaccinium myrtillus (Heidelbeere)
- Calluna vulgaris (Besenheide)
- Genista germanica (Deutscher Ginster)
- Genista tinctoria (Färber-Ginster)
- Deschampsia flexuosa (Draht-Schmiele)
- Danthonia decumbens (Dreizahn)
- Festuca ovina agg. (Schafschwingel Sa.)
- Teucrium scorodonia (Salbei-Gamander)
- Pleurozium schreberi (Schrebers Rotstengelmoos)
- Hypnum jutlandicum (Heide-Schlafmoos)
- Antennaria dioica (Gemeines Katzenpfötchen)
- Agrostis capillaris (Rotes Straußgras)
- Rumex acetosella subsp. acetosella (Kleiner Sauerampfer)
- Lathyrus linifolius (Berg-Platterbse)
- Veronica officinalis (Wald-Ehrenpreis)
- Gymnocarpium robertianum (Ruprechtsfarn)
- Galeopsis angustifolia (Schmalblättrige Acker-Hohlzahn)
- Gymnocarpium dryopteris (Eichenfarn)
- Teucrium botrys (Trauben-Gamander)
- Vincetoxicum hirundinaria (subsp. hirundinaria) (Weiße Schwalbenwurz)
- Asplenium trichomanes (Braunstieliger Streifenfarn)
- Asplenium ruta-muraria (subsp. ruta-muraria) (Mauerraute)
- Chaenorhinum minus (subsp. minus) (Kleiner Orant)
- Potentilla neumanniana (Frühlings-Fingerkraut)
- Sanguisorba minor (Kleiner Wiesenknopf)
- Genista tinctoria (Färber-Ginster)
- Polygala vulgaris (Gemeines Kreuzblümchen)
- Potentilla erecta (subsp. erecta) (Blutwurz)
- Deschampsia flexuosa (Draht-Schmiele)
- Rumex acetosa (subsp. acetosa) (Sauerampfer)
- Danthonia decumbens (Dreizahn)
- Asplenium septentrionale (subsp. septentrionale) (Nördlicher Streifenfarn)
- Polytrichum piliferum (Glashaar-Widertonmoos)
- Ceratodon purpureus (Purpurrotes Hornzahnmoos)

### Ausgewählte Tierarten des NSG Wulsenberg

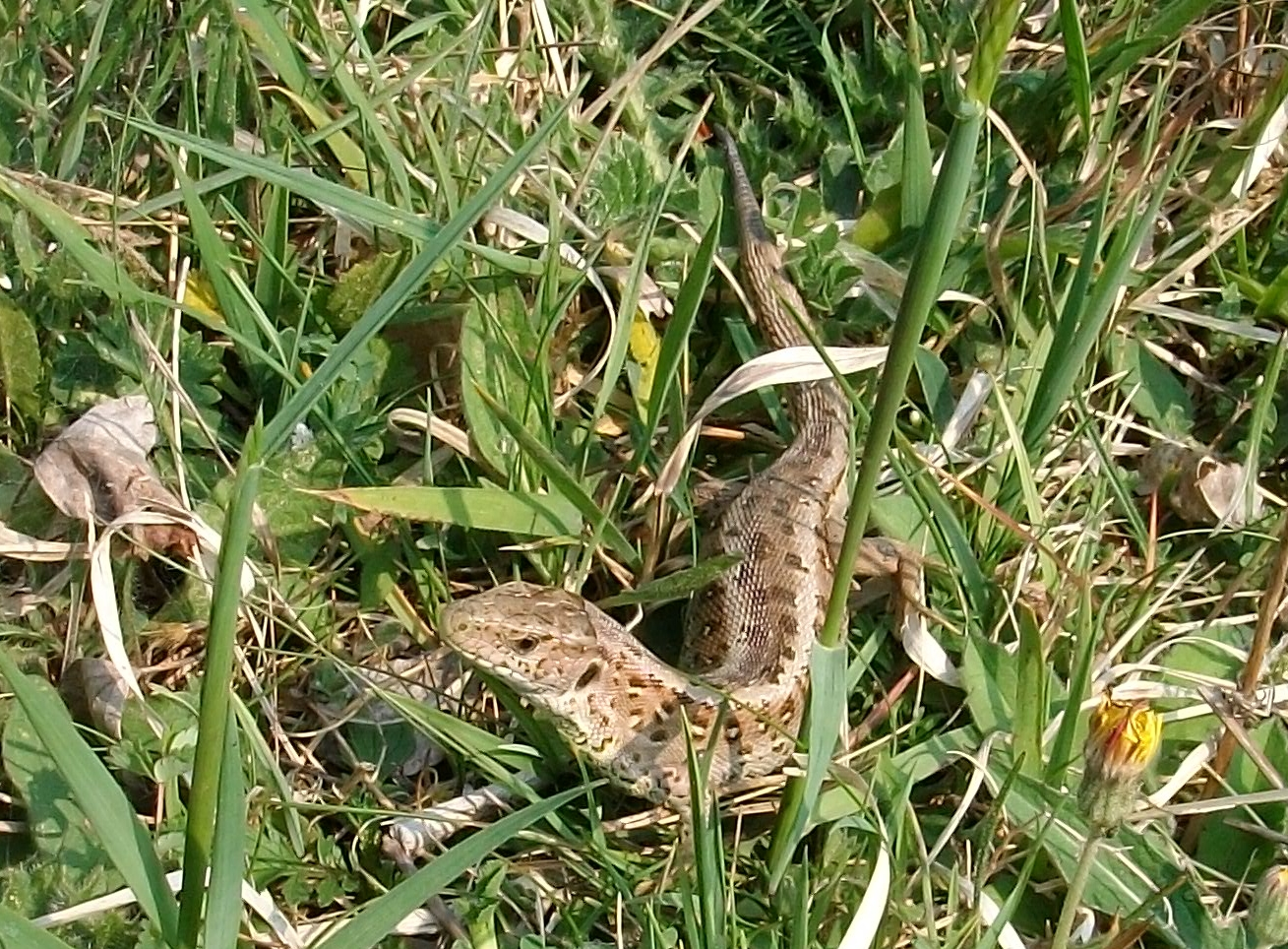
Adulte weibliche Zauneidechse

#### Heuschrecken des NSG Wulsenberg
Zweifleck-Dornschrecke (Tetrix bipunctata), Langfühlerdornschrecke (Tetrix tenuicornis), Gemeine Eichenschrecke (Meconema thalassinum), Grünes Heupferd (Tettigonia viridissima), Gewöhnliche Strauchschrecke (Pholidoptera griseoaptera), Kurzflügelige Beißschrecke (Metrioptera brachyptera), Brauner Grashüpfer (Chorthippus brunneus), Heidegrashüpfer (Stenobothrus lineatus), Nachtigall-Grashüpfer (Chorthippus biguttulus), Gemeiner Grashüpfer (Chorthippus parallelus), Gefleckte Keulenschrecke (Myrmeleotettix maculatus), Bunter Grashüpfer (Omocestus viridulus).

#### Reptilien und Amphibien des NSG Wulsenberg
Zauneidechse (Lacerta agilis), Schlingnatter (Coronella austriaca), Blindschleiche (Anguis fragilis), Erdkröte (Bufo bufo), Grasfrosch (Rana temporaria), Bergmolch (Triturus alpestris), Fadenmolch (Triturus helveticus).

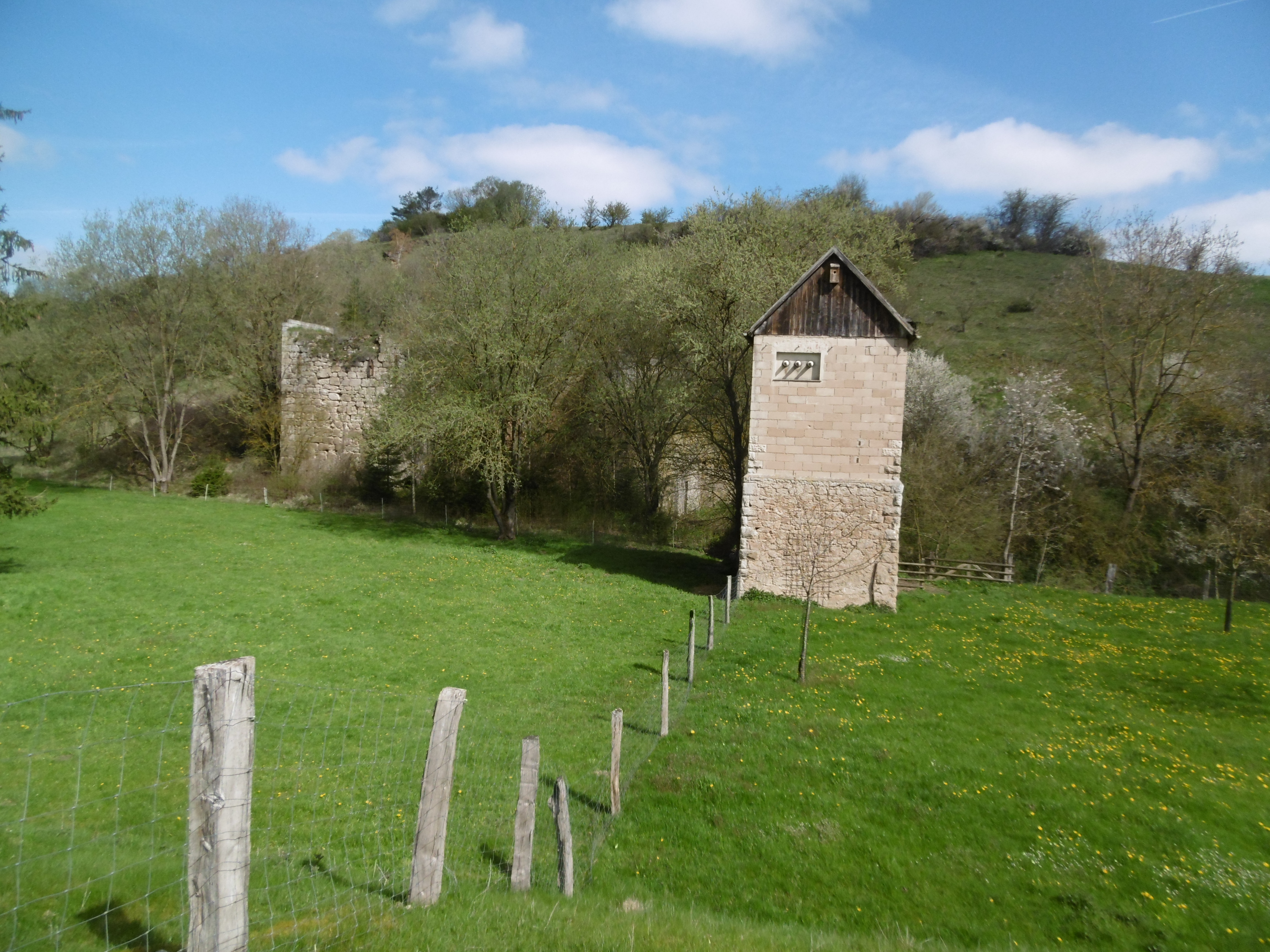
Trafoturm und Reste eines Kalkofen am Südostrand